# Протесты в Лос-Анджелесе (июнь, 2025)
Протесты в Лос-Анджелесе — акции протеста в округе Лос-Анджелес, штат Калифорния, в 2025 году.
6 июня 2025 года в округе Лос-Анджелес, штат Калифорния, США, начались протесты против иммиграционных рейдов. Акции протеста стартовали в Лос-Анджелесе после того, как иммиграционная и таможенная полиция США (ICE) провела аресты нелегальных иммигрантов в нескольких районах города.
6 июня, когда протестующие столкнулись с силами Департамента полиции Лос-Анджелеса и иммиграционной и таможенной полицией США (ICE), протесты против рейдов переросли в уличные беспорядки. 7 июня во время рейдов протестующие и федеральные силы вступили в стычки в Парамаунте и Комптоне. Затем президент Дональд Трамп федерализовал Национальную гвардию Калифорнии и направил в город 300 национальных гвардейцев. Протесты были организованными, в них приняли участие несколько групп и независимых протестующих. 9 июня Пентагон развернул в городе 700 морских пехотинцев. Критики, в том числе губернатор Калифорнии Гэвин Ньюсом, назвали военный ответ преждевременным, провокационным, направленным на получение политической выгоды и авторитарным. Десятки демонстрантов были арестованы, а несколько сотрудников правоохранительных органов и протестующих получили ранения.
10 июня мэр города Карен Басс своим указом ввела комендантский час после 20:00 часов из-за поджогов и разграбления более двадцати магазинов и бизнесов в даунтауне Лос Анджелеса. 11 июня она сообщила об арестах более ста нарушителей порядка во время первого комендантского часа и уже во второй раз объявила комендантский час после 20:00 часов вечера 11 июня. Мэр также заявила, что комендантский час будет продлеваться столько, сколько необходимо для полного восстановления порядка в Лос Анджелесе. Президент США Трамп приказал увеличить количество бойцов национальной гвардии США до четырёх тысяч военнослужащих. Руководство полиции Лос Анджелеса объявило о начатом сотрудничестве в расследованиях и силовом взаимодействии с федеральными спецслужбами в связи с многочисленными случаями нарушения общественного порядка и уголовными преступлениями, включая вандализм федеральных зданий, нападения на полицейских и смертельное ножевое ранение мужчины во время комендантского часа. В то же время федеральные рейды и аресты нелегальных мигрантов и протестующих подвергаются критике со стороны представителей иммигрантских общин из стран Латинской Америки, а также политиков Демократической партии США, таких, как губернатор Калифорнии Гэвин Ньюсом.

## Предыстория
В ноябре 2024 года, после президентских выборов, на которых республиканец Дональд Трамп победил демократа Камалу Харрис, городской совет Лос-Анджелеса объявил город «городом-убежищем». Политика Трампа в области иммиграции вызвала обеспокоенность среди иммигрантов Калифорнии. Представители администрации Трампа предупреждали, что города-убежища станут мишенями для ужесточения иммиграционного контроля.
В мае 2025 года администрация Трампа начала реализацию стратегии депортации, направленной на выявление и устранение нелегальных работников на предприятиях.

## События

### 6 июня
Примерно в 9:15 утра по тихоокеанскому стандартному времени в модном районе Лос-Анджелеса был проведён иммиграционный рейд; ещё два рейда прошли в оптовом магазине одежды и в магазине Home Depot. В трёх местах было арестовано более 100 человек. Несколько федеральных агентов ответили на протесты светошумовыми гранатами. Столкновение между протестующими и агентами произошло у здания Metropolitan Detention Center. Агенты, участвовавшие в рейде, были опознаны по нашивкам Федерального бюро расследований, Управления по расследованию угроз национальной безопасности и Бюро по алкоголю, табаку, огнестрельному оружию и взрывчатым веществам. Управление по расследованию угроз национальной безопасности заявило, что 44 человека были «арестованы в административном порядке», а один человек был арестован за препятствование; Билл Эссейли, исполняющий обязанности прокурора США по Центральному округу Калифорнии, сообщил, что Дэвид Уэрта, президент Международной ассоциации работников сферы обслуживания в Калифорнии, был арестован за блокировку автомобиля. Уэрта был ранен и доставлен в больницу, откуда его перевели в Metropolitan Detention Center.
Протесты начались после арестов. Столкновения между протестующими и агентами ICE в защитной форме произошли возле магазина Home Depot на Уэстлейк. ICE также арестовала нескольких человек в магазине одежды и вступила в столкновения с активистами. После того, как «некоторые протестующие бросали куски разбитого бетона в сторону офицеров», полиция Лос-Анджелеса вступила в ожесточённые противостояния с протестующими, используя слезоточивый газ, перцовый спрей и светошумовые гранаты для разгона толпы. К 7 вечера по тихоокеанскому времени (PST) около 200 протестующих оставались у объекта, когда полиция Лос-Анджелеса приказала им разойтись. Через час полиция разрешила использование нелетальных боеприпасов. В 8:24 PST было объявлено о общегородской тактической тревоге.

### 7 июня
Протесты против рейда продолжались на следующий день. По словам мэра Парамаунта, штат Калифорния, Пегги Лемонс, конфронтация возле местного отделения Home Depot началась после того, как протестующие заметили сотрудников Департамента внутренней безопасности США (DHS), готовившихся к действиям у здания. По оценкам DHS, у здания находилось около тысячи протестующих. Анхелика Салас, директор Коалиции за права иммигрантов в Лос-Анджелесе, сообщила, что было проведено семь рейдов, в результате которых были задержаны 45 человек. По меньшей мере два человека получили ранения. По данным The New York Times, протесты задержали процесс обработки задержанных. Губернатор Калифорнии Гэвин Ньюсом заявил, что подразделения Калифорнийского дорожного патруля штата будут задействованы для защиты автострад Лос-Анджелеса. К 7 июня, по данным DHS, в Лос-Анджелесе было арестовано 118 нелегальных иммигрантов.
В Парамаунте протестующие заблокировали улицу с помощью тележек из магазинов и контейнера для переработки отходов. Затем федеральные агенты применили светошумовые гранаты и резиновые пули со слезоточивым газом, ранив двух человек. Сообщается, что репортёры World Socialist Web Site получили травмы, освещая протесты, включая репортёра, которого иммиграционный офицер США ранил резиновой пулей в спину. По словам адвоката Коалиции за гуманные права иммигрантов в Лос-Анджелесе, некоторые протестующие бросали кирпичи, а другие выглядели ранеными. В 14:30 по тихоокеанскому времени полиция Лос-Анджелеса объявила по громкоговорителям о необходимости разойтись. Затем сотрудники Департамента шерифа округа Лос-Анджелес применили слезоточивый газ для разгона протестующих. Один агент ICE получил ранения, когда камень, брошенный протестующим, разбил лобовое стекло автомобиля, на котором он ехал, и порезал ему руку. Вскоре после 17:00 по тихоокеанскому времени пожарная служба Лос-Анджелеса потушила пожар в заброшенном автомобиле в районе протестов. Американские флаги также были подожжены, в то время как протестующие размахивали мексиканскими флагами. Около 20:00 по тихоокеанскому времени двое человек были арестованы по подозрению в нападении на полицейских, включая одного, который, предположительно, бросил коктейль Молотова, причинив незначительные травмы трём сотрудникам. Полиция выстрелила британской фотографу в ногу губчатой пулей.
Протестующие также собрались у Metropolitan Detention Center в Даунтауне Лос-Анджелеса, где правоохранительные органы выстроили линию для разгона демонстрантов. Примерно в 23:00 по тихоокеанскому времени протестующие бросили предмет в полицейский автомобиль, который выезжал из района на перекрёстке в Даунтауне Лос-Анджелеса, в результате чего автомобиль был повреждён. К ночи протесты распространились на Комптон, где несколько участников бросили стеклянные бутылки, наполненные веществом с запахом бензина.
В интервью Fox News исполнительный помощник директора по вопросам правоприменения и депортации Белого дома Том Хоман объявил, что Национальная гвардия будет направлена в Лос-Анджелес в тот же вечер. Вечером президент Дональд Трамп подписал меморандум о направлении 2000 бойцов Национальной гвардии Калифорнии на протесты. Трамп применил раздел 12406 10-го раздела Кодекса США для национализации Национальной гвардии, что стало первым случаем с 1965 года, когда президент направил силы Национальной гвардии без одобрения губернатора штата, со времён маршей от Сельмы до Монтгомери. В сообщении в социальной сети X министр обороны Пит Хегсет заявил, что военнослужащие морской пехоты находятся в «состоянии повышенной готовности» в Кэмп-Пендлтоне. Трамп заявил, что ношение масок на протестах не будет разрешено.

### 8 июня

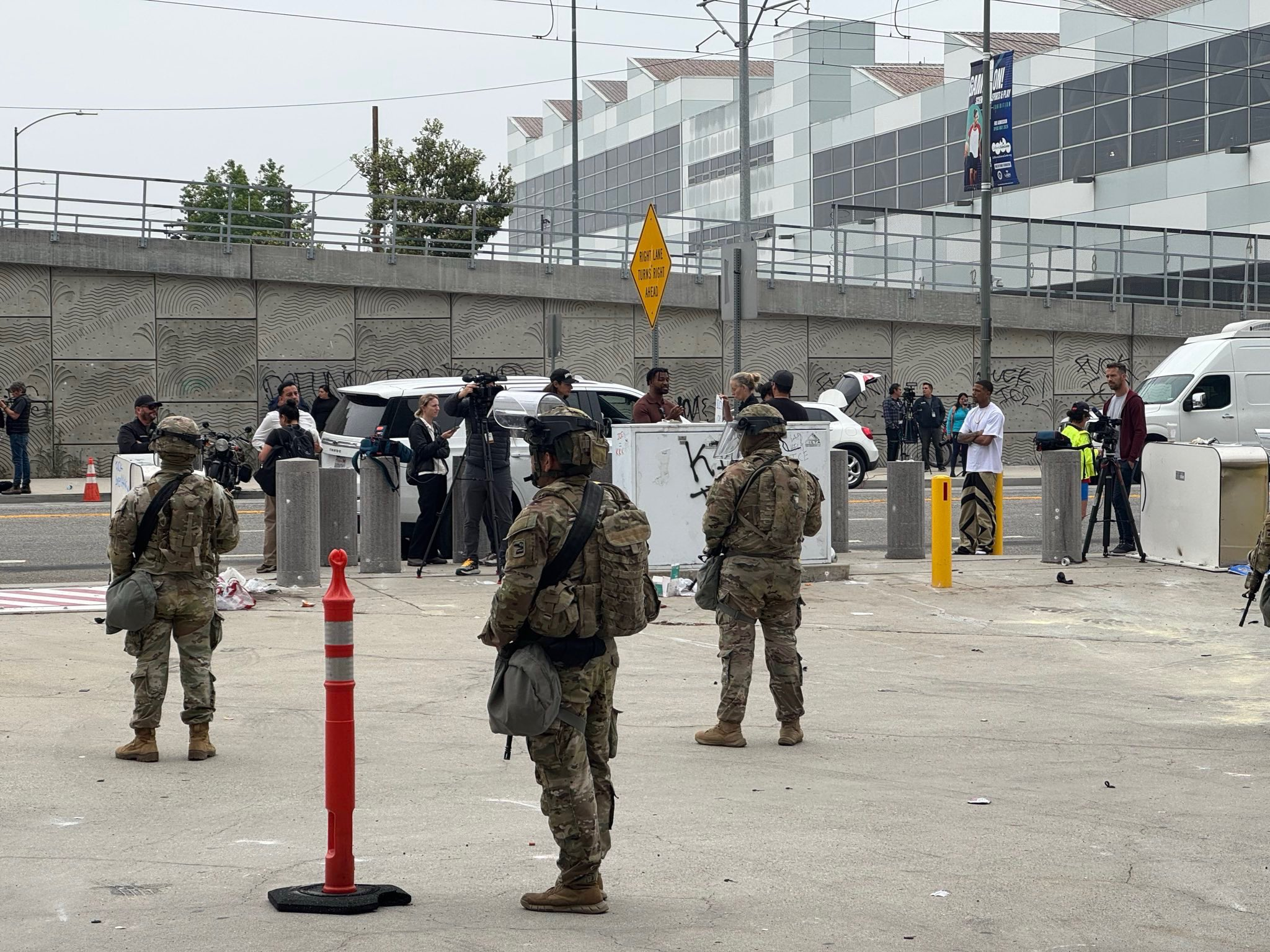
Национальная гвардия Калифорнии в Лос-Анджелесе 8 июня

Протесты стихли ранним утром, но продолжались, и организаторы призвали к новому дню протестов. Протесты у здания мэрии Лос-Анджелеса, организованные Партией за социализм и освобождение под лозунгом «Национальная гвардия, уходите, ICE, убирайтесь из Лос-Анджелеса», начались около 14:00.
Триста военнослужащих Национальной гвардии были размещены в трёх разных местах Лос-Анджелеса; большинство из них находились возле федеральных зданий. По указанию Хегсета около 500 морских пехотинцев из Центра воздушных и наземных боевых действий морской пехоты в Туэнтинайн-Палмс были приведены в состояние готовности к развёртыванию. В Metropolitan Detention Center Национальная гвардия и сотрудники Министерства внутренней безопасности (DHS) использовали дым и перцовый спрей, чтобы вытеснить протестующих и открыть путь для сотрудников DHS, Пограничного патруля и других военных транспортных средств для входа в учреждение. Национальные гвардейцы также прибыли к центру содержания под стражей в Даунтауне Лос-Анджелеса. К полудню полиция присоединилась к Национальной гвардии.
Хоман, выступая перед NBC News, отметил, что если протесты продолжатся, «кто-то потеряет жизнь». Он также заявил, что губернатор Калифорнии Гэвин Ньюсом и мэр Лос-Анджелеса Карен Басс могут столкнуться с федеральными обвинениями из-за их реакции на рейды ICE. Позже Трамп угрожал «разместить войска повсюду», если протесты распространятся на другие города, и сказал, что если «мы увидим угрозу нашей стране и нашим гражданам», морские пехотинцы будут развёрнуты в городе .
В 14:30 Центральное управление полиции Лос-Анджелеса (LAPD) объявило, что город Лос-Анджелес находится в режиме «тактической готовности». Впоследствии, в 14:49, Центральное управление полиции Лос-Анджелеса сообщило, что для разгона протеста разрешено использовать нелетальные боеприпасы, лица, бросающие предметы в полицейских, будут задержаны и арестованы, а командующий инцидентом объявил незаконное собрание. Два офицера LAPD получили травмы, когда мотоциклисты попытались прорвать линию столкновений и наехали на них во время протеста в районе Аламеда и Темпл. Оба мотоциклиста были задержаны, а офицеры получили медицинскую помощь на месте. Полиция Лос-Анджелеса сообщила, что в районе Цивик-Центр в Даунтауне Лос-Анджелеса было арестовано несколько человек, включая тех, кто был задержан и закован в наручники с помощью пластиковых стяжек.
До 16:00 протестующие вышли на автостраду US 101 в Даунтауне Лос-Анджелеса и заблокировали движение, вынудив полицию впоследствии перекрыть автостраду в обоих направлениях. Департамент полиции Лос-Анджелеса (LAPD) объявил, что в результате протестов были закрыты некоторые участки автострады и множество улиц. Пять беспилотных автомобилей Waymo были повреждены и подожжены. Представители LAPD предупредили, что при сжигании литий-ионных батарей выделяются токсичные газы. Около 16:00 губернатор Гэвин Ньюсом направил письмо министру Хегсету с просьбой отменить приказ Трампа о развертывании Национальной гвардии, назвав это «серьёзным нарушением суверенитета штата».
Вечером полиция Лос-Анджелеса (LAPD) объявила в своих социальных сетях, что весь Даунтаун Лос-Анджелеса считается местом незаконного собрания, и призвала всех покинуть этот район.
Ник Стерн, британский фотожурналист, был ранен резиновыми пулями полиции во время освещения протестов возле магазина Home Depot в Парамаунте, месте, часто используемом для найма рабочих-мигрантов на подённую работу. Ему потребовалась хирургическая операция. Лорен Томаси, репортёр австралийского канала Nine News, также была ранена резиновой пулей при освещении протестов у здания Metropolitan Detention Center в центре Лос-Анджелеса, где полиция начала разгонять протестующих.
Протестующего затоптала лошадь полицейского. Также сообщается, что корреспондент австралийского телеканала Лорен Томаси была ранена резиновой пулей.
Полиция Лос-Анджелеса сообщила, что в магазинах на пересечении 6-й улицы и Бродвея (Даунтаун Лос-Анджелеса) произошли случаи мародёрства а также рядом с 8-й улицей и Бродвеем. Также сообщалось о нескольких пожарах в мусорных контейнерах и мусорных баках. Многочисленные здания, включая штаб-квартиру полицейского управления Лос-Анджелеса, Здание суда Соединенных Штатов (Первая улица, Лос-Анджелес) и старое здание Los Angeles Times подверглись теггингу и были изрисованы граффити. По крайней мере, в одном магазине предполагаемые мародеры разбили витрины. Также было разбито несколько окон в штаб-квартире полицейского управления Лос-Анджелеса.
Сложившаяся ситуация вызвала обеспокоенность у местного ЛБГТ сообщества, одного из самых представительных в стране. Существуют опасения, что представители ЛБГТ сообщества могут подвергнуться нападениям.
Северное командование Вооружённых сил США создало официальную оперативную группу — Оперативную группу 51, для координации военного ответа. В официальном заявлении говорится: «Как компонент наземного командования USNORTHCOM, Армия США создала Оперативную группу 51 под руководством двухзвёздного генерала в качестве наземного элемента управления и контроля над силами, действующими в соответствии с Разделом 10». Оперативной группой командует генерал-майор Скотт М. Шерман.
Поздним вечером город Глендейл принял решение расторгнуть соглашение о содержании под стражей с Иммиграционной и таможенной полицией США (ICE), частично в ответ на протесты и беспорядки в Лос-Анджелесе.

### 9 июня
В первой половине дня Международный союз работников сферы обслуживания организовал митинг в Гранд-Парке, в котором приняли участие тысячи человек. Сенаторы от штата Калифорния, члены Демократической партии Адам Шифф и Алекс Падилья направили письмо в Министерство внутренней безопасности и Министерство юстиции США с требованием провести проверку законности ареста лидера профсоюза Дэвида Уэрта. Позже в тот же день Уэрта был освобождён под залог в 50 000 долларов. Centro CSO провела пресс-конференцию, за которой последовал митинг на площади Мариачи в 17:30 по тихоокеанскому времени, а затем марш к полицейскому участку Холленбека в Бойл-Хайтс.
Протестующие разрисовали федеральное здание граффити и скандировали на улицах «Национальная гвардия, вон из Лос-Анджелеса», «ICE вон из Лос-Анджелеса», «Трамп вон из Лос-Анджелеса» и «Позор вам». Охранники со щитами предупредили протестующих держаться подальше от здания и держаться тротуара. С наступлением ночи многие протестующие были задержаны с помощью стяжек, прежде чем их погрузили в автобус полицейского управления Лос-Анджелеса. Другие протестующие бросали в полицию различные предметы, в том числе фейерверки. Съемочная группа CNN и два сотрудника службы безопасности, работавшие со съемочной группой, были ненадолго задержаны, но позже были освобождены без предъявления обвинений. Протестующие также подвергли вандализму новостной фургон Telemundo. Полиция забросала светошумовыми шашками и выстрелила резиновыми пулями в толпу протестующих в центре города после того, как велела людям очистить территорию и прекратить бросать предметы по громкоговорителю. Департамент полиции Лос-Анджелеса заявил, что в Лос-Анджелесе объявлена тактическая тревога, добавив, что «весь персонал в форме должен оставаться на дежурстве». По состоянию на 9:30 PDT, сотрудники полиции и депутаты все еще сохраняют большое присутствие, но все протестующие покинули этот район, и начались работы по уборке улиц от мусора, подметанию стекол и закрашиванию сообщений/граффити.
Губернатор Ньюсом объявил ранним утром, что его администрация намерен подать в суд на администрацию Трампа за развертывание Национальной гвардии без консультаций с его администрацией. Он назвал этот шаг «незаконным и аморальным», а также обвинил президента Трампа в федерализации Национальной гвардии.

Трамп написал в Truth Social:
«Если они плюнут, мы ударим». Это заявление президента Соединённых Штатов в связи с катастрофическими беспорядками, спровоцированными Гэвином Ньюскамом, которые происходят в Лос-Анджелесе. Подстрекатели склонны плевать в лицо бойцам Национальной гвардии и другим людям. Этим патриотам говорят, что они должны смириться с этим, такова жизнь. Но не в администрации Трампа. ЕСЛИ ОНИ СПЛЮНУТ, МЫ УДАРИМ, и я обещаю вам, что они получат по заслугам. Подобное неуважение недопустимо!
К полудню количество развёрнутых в Лос-Анджелесе военнослужащих Национальной гвардии увеличилось с 300 до 1000 человек. CNN и NBC 4 Los Angeles сообщили, что, по данным Пентагона, 700 морских пехотинцев из базы морской пехоты Туэнтинайн-Палмс, входящих во 2-й батальон 7-й морской пехоты, будут направлены в Лос-Анджелес вместе с Национальной гвардией. В тот же день Трамп разрешил развернуть ещё 2000 военнослужащих Национальной гвардии, в результате чего общее количество достигло более 4100 человек.
В понедельник поздно вечером газета San Francisco Chronicle опубликовала просочившееся письмо от министра внутренней безопасности США Кристи Ноэм министру обороны США Питу Хегсету. В письме Ноэм запросила «указания для сил Министерства обороны задерживать правонарушителей в соответствии с разделом 18 Кодекса Соединённых Штатов, как это делается на любом федеральном объекте, охраняемом военными, до их ареста и обработки федеральными правоохранительными органами, или арестовывать их». Кроме того, Ноэм запросила «поддержку в виде наблюдения с помощью дронов», а также помощь в обеспечении вооружением и логистикой в Лос-Анджелесе.

### 10 июня

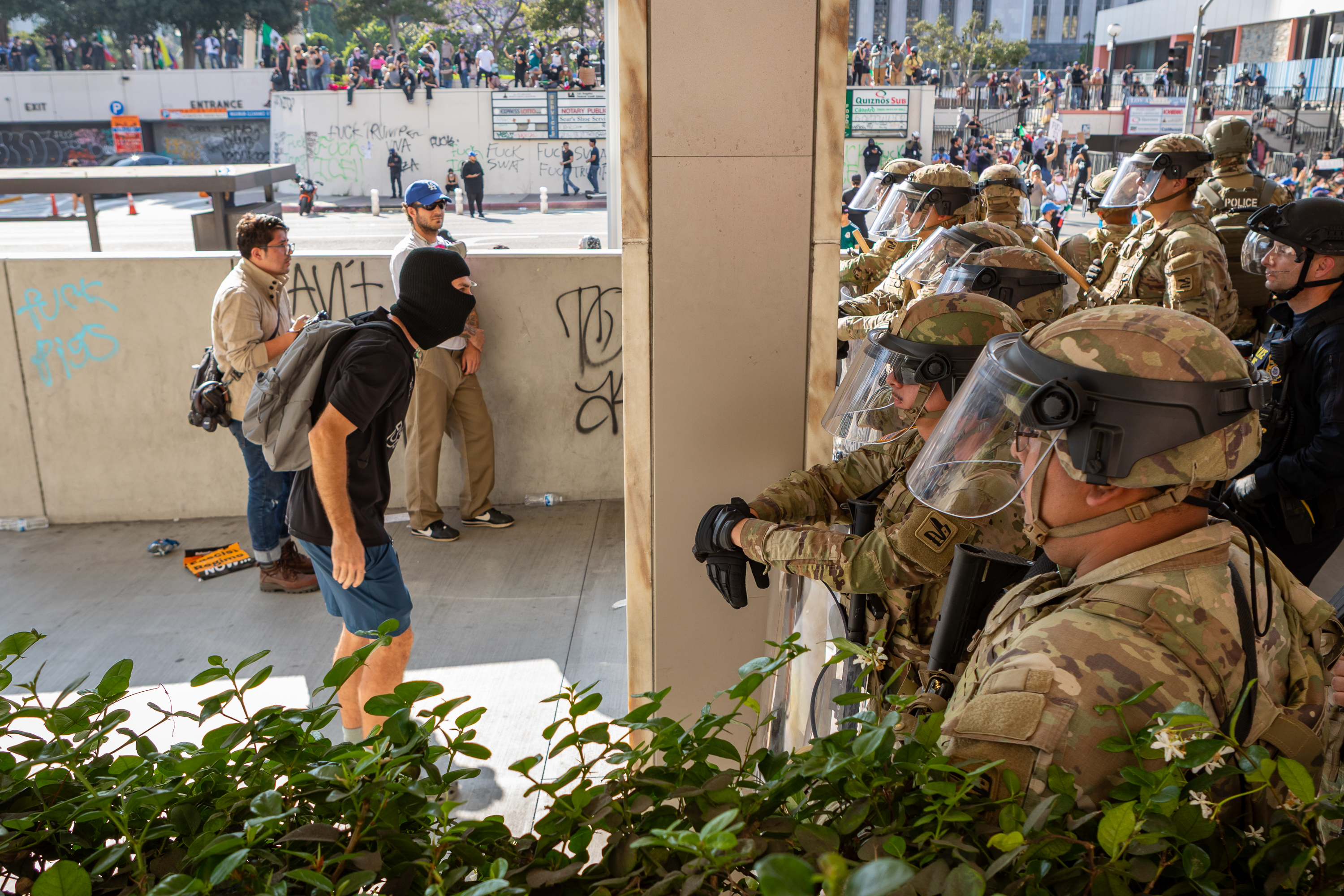
Протестующие и солдаты Национальной гвардии Калифорнии, 10 июня

10 июня мэр города Карен Басс объявила комендантский час после 20:00 часов в связи с многочисленными случаями нарушения общественного порядка, незаконного перекрытия улиц и транспортных магистрали, а также из-за поджогов и разграбления более двадцати магазинов и бизнесов в даунтауне Лос Анджелеса.
По приказу президента США мобилизованы службы специального назначения и батальон из 700 вооружённых бойцов Корпуса морской пехоты США на усиленную охрану всех объектов, являющихся федеральной собственностью правительства США в Лос Анджелесе и других городах.
Губернатор Калифорнии Гэвин Ньюсом осудил федеральные рейды и аресты мигрантов и протестующих, которые также подвергаются критике со стороны представителей иммигрантских общин из стран Латинской Америки и политиков Демократической партии США.

### 11 июня
11 июня мэр города Карен Басс сообщила об арестах более ста нарушителей порядка во время первого комендантского часа и уже во второй раз объявила комендантский час после 20:00 часов вечера 11 июня. Мэр также заявила, что комендантский час будет продлеваться столько, сколько необходимо для полного восстановления порядка в Лос Анджелесе. Президент США Трамп приказал увеличить количество бойцов национальной гвардии США до четырёх тысяч военнослужащих. Руководство полиции Лос Анджелеса объявило о начатом сотрудничестве в расследованиях и силовом взаимодействии с федеральными спецслужбами в связи с многочисленными случаями нарушения общественного порядка и уголовными преступлениями, включая вандализм федеральных зданий, нападения на полицейских и смертельное ножевое ранение мужчины во время комендантского часа.
В американские и мировые СМИ поступили многочисленные фото и видеорепортажи и документированные факты о вандализме, поджогах и грабежах и об уголовных преступлениях против полиции и федеральных служб во время протестов. За шесть дней с начала противостояния между властями и иммигрантами мирные протесты переросли в нападения на офицеров полиции с использованием камней и "коктейлей Молотова" которые причинили телесные повреждения и привели к арестам участников нападений. 11 июня около 3 часов 40 минут утра во время комендантского часа в центре Лос Анджелеса произошло ножевое убийство мужчины, после которого нападавший скрылся и объявлен в федеральный розыск.
Глава полиции Лос Анджелеса МакДоннелл заявил, что пять офицеров полиции пострадали от ранений нанесенных протестующими в ходе беспорядков. МакДоннелл также подтвердил, что полиция Лос Анджелеса преодолевает трудности взаимодействия с федеральными агентами (из-за мер безопасности и секретности оперативных действий, а также из-за коррупции в полиции) и защищает федеральных служащих и здания в Лос Анджелесе от вандализма и нападений со стороны протестующих с использованием камней и зажигательной смеси "коктейль Молотова" что привело к ранениям и материальному ущербу в виде поджогов и повреждений стен и окон государственных зданий. МакДоннелл подтвердил, что провокаторы использующие протесты для превращения их в вандализм и бунт будут наказаны по закону. Нападавшие на офицеров полиции арестованы с обвинением в покушении на убийство. Выступления главы полиции и мэра Лос Анджелеса, которая в тот момент продолжает сообщение шефа полиции о недопустимости вандализма, но осуждает аресты мигрантов и участие федеральных спецслужб, и другие факты показаны в основных публичных и кабельных телеканалах США  и опубликованы в крупнейших американских АИ.

### 12 июня
Федеральный судья США Чарльз Брейер временно запретил развёртывание Национальной гвардии, которое осуществила администрация Трампа в Лос-Анджелесе. В своём решении он указал, что федеральное правительство не имеет права национализировать Национальную гвардию Калифорнии так как протесты не соответствуют понятию «мятеж». Однако администрация Трампа подала своё возражение, и Федеральный апелляционный суд заблокировал как минимум на несколько дней постановление судьи Брейера до рассмотрения дела в апелляционной инстанции.
Сенатор Алекс Падилья попытался задать вопрос на пресс-конференции, проведенной министром внутренней безопасности Кристи Ноэм в Лос-Анджелесе, однако его силой вывели оттуда. После этого его опустили лицом в пол и надели наручники. В последующем заявлении Падилья заявил: «Если это то, как эта администрация отвечает на вопрос сенатора... Я могу только представить, что они делают с фермерами, поварами, рабочими по всему сообществу Лос-Анджелеса, по всей Калифорнии и по всей стране». Этот эпизод вызвал возмущение среди законодателей, потребовавших расследования. Незадолго до того, как Падилья был удалён с пресс-конференции, Ноэм сказала, что администрация Трампа планирует «освободить» Лос-Анджелес от «обременительного руководства» губернатора и мэра.

### 13 июня
В пятницу морские пехотинцы США, которые несут службу в Лос-Анджелесе, впервые задержали гражданское лицо. Это произошло в рамках редкого применения военной силы для поддержки местной полиции.

## Влияние

### Материальный ущерб
10 июня на пресс-конференции официальные лица Лос-Анджелеса объявили, что за ночь были разграблены по меньшей мере 23 предприятия, что привело к потерям и ущербу, оцениваемому в миллионы долларов.
По оценкам Пентагона, общее развертывание 4000 военнослужащих Национальной гвардии и 700 морских пехотинцев продлится 60 дней и обойдется примерно в 134 миллиона долларов.

### Задержания иностранных граждан

#### Индонезия
10 июня Министерство иностранных дел Индонезии сообщило, что консульство страны в Лос-Анджелесе получило информацию о задержании двух граждан Индонезии в ходе рейда иммиграционной и таможенной полиции США (ICE). Консульство координирует свои действия с местными властями для оказания консульской помощи задержанным. Задержанные — женщина по имени ЭСС (ESS), 53 года, и мужчина по имени Криссахада Тоой (Chrissahdah Tooy), 48 лет. ЭСС была арестована за незаконное пребывание в стране, а Тоой — за нарушение законов о наркотиках и нелегальное пересечение границы США.

#### Мексика
Карлос Гонсалес Гутьеррес, генеральный консул Мексики в Лос-Анджелесе, сообщил, что к 7 июня было арестовано не менее 11 граждан Мексики, которым будет оказана юридическая помощь. На следующий день президент Мексики Клаудия Шейнбаум подтвердила, что арестовано 35 граждан Мексики, и на пресс-конференции отметила, что «они не являются преступниками». 9 июня Шейнбаум призвала власти США соблюдать надлежащую правовую процедуру и права человека.

### Протесты в других городах
В Сан-Франциско акция протеста у офиса Иммиграционной и таможенной полиции США (ICE) в знак солидарности с Лос-Анджелесом завершилась арестом 60 человек. В ходе протестов в городе были ранены два полицейских, одному из которых потребовалась медицинская помощь. Также был нанесён ущерб имуществу.
В Нью-Йорке у здания 26 Federal Plaza произошла еще одна акция солидарности, закончившаяся тем, что полиция взяла под стражу нескольких человек. Еще два десятка человек были также арестованы во время акции протеста у Трамп-тауэр. Тем временем в Санта-Ане несколько человек были арестованы во время акций протеста перед федеральным зданием Санта-Аны.
Акции солидарности также прошли в других городах, включая Бостон, Портленд, штат Мэн, Солт-Лейк-Сити, Хартфорд, Тампа, Сакраменто, Хьюстон, Сан-Антонио, Финикс, Сиэтл, Филадельфия, Детройт, Остин, Балтимор, и Чикаго.
10 июня губернатор Техаса Грег Эбботт направил войска Национальной гвардии Техаса в Сан-Антонио и другие города штата в преддверии запланированных на следующий день протестов.

### Государственное насилие в отношении журналистов
«Ассошиэйтед Пресс» сообщило, что к 10 июня более двух десятков журналистов были арестованы или подверглись физическому насилию со стороны правоохранительных органов. Это вызвало обеспокоенность у групп, защищающих свободу прессы, относительно возможных целенаправленных действий против них. Репортёры без границ сообщили о 35 нападениях на журналистов, из которых 30 были совершены сотрудниками правоохранительных органов. Комитет защиты журналистов, Коалиция за первую поправку и Фонд свободы прессы выразили обеспокоенность в письме к министру внутренней безопасности США Кристи Ноэм, утверждая, что «федеральные офицеры, по-видимому, целенаправленно атаковали журналистов, которые выполняли свою работу по освещению новостей». По сообщению секретаря пресс-клуба Лос-Анджелеса, организация задокументировала более 30 инцидентов, в которых репортёры, фотографы и другие представители СМИ пострадали от действий полиции, включая обыски материалов и сумок журналистов, а также применение слезоточивого газа и резиновых пуль.

#### Австралия
8 июня журналистка австралийского телеканала Nine News Лорен Томаси была атакована резиновой пулей во время освещения протестов возле Metropolitan Detention Center в Даунтауне Лос-Анджелеса, где полиция начала разгонять демонстрантов. Премьер-министр Австралии Энтони Альбаниз назвал инцидент «целенаправленным» и сообщил, что поднял этот вопрос перед администрацией Трампа. Министерство иностранных дел и торговли Австралии выпустило заявление, в котором подчеркнуло, что «все журналисты должны иметь возможность безопасно выполнять свою работу». Альбаниз также назвал кадры, на которых видно, как офицер стреляет в репортёра, «ужасающими» и выразил намерение обсудить инцидент с администрацией Трампа. Энтони Альбаниз и сенатор Мэтт Канаван оба заявили, что стрельба в Томаси выглядела целенаправленной. Канаван добавил, что видел только часть видео и не хотел делать поспешных выводов.
В тот же день, во время освещения протестов, члены съёмочной группы Australian Broadcasting Corporation были атакованы слезоточивым газом. 10 июня в ту же съёмочную группу полетели перцовые шашки.

#### Великобритания
Британский репортёр и фотограф Ник Стерн 8 июня 2025 года перенёс экстренную операцию после того, как был ранен резиновым снарядом диаметром 3 дюйма (75 мм). У него была открытая рана, и для восстановления ему потребуется физиотерапия. 9 июня во время трансляции программы «Доброе утро, Британия» на канале ITV также был ранен резиновым шаром ведущий программы.

#### США
7 июня репортёры World Socialist Web Site получили ранения при освещении протестов. Один из них был ранен в спину резиновой пулей сотрудником иммиграционной полиции США. В тот же день репортёр Southern California News Group сообщила, что её ранили резиновыми пулями с перцовым зарядом.
9 июня фотокорреспондент New York Post Тоби Кэнхэм снимал действия сотрудников Калифорнийского дорожного патруля, которые находились под автострадой для документирования протестов и реакции на них. Во время съёмки один из сотрудников патруля направил оружие на группу репортёров и выстрелил, попав Кэнхэму в лоб резиновой пулей.

## Анализ
«Рейтер» сообщило, что протесты стали центральной темой общенациональных дебатов об иммиграции, протестах, использовании федеральной силы во внутренних делах, границах президентской власти, свободе слова и собраний. Федерализация Национальной гвардии Трампом без сотрудничества губернатора штата была предпринята впервые со времен маршей Сельма-Монтгомери в 1965 году.
Администрация Трампа использовала социальные сети, чтобы осветить наиболее ожесточенные столкновения между протестующими и федеральными властями, хотя многие из них оставались мирными. Мексиканский флаг использовался протестующими в качестве символа, которые администрация изобразила как свидетельство «иностранного вторжения». The Economist описал реакцию как едва ли связанную с восстановлением порядка, и, по-видимому, «создающую конфронтацию» и разжигающую «цикл протестов, насилия и репрессий» в интересах администрации.
«Нью-Йорк Таймс» описала администрацию как стремящуюся к конфронтации с губернатором Ньюсомом в «противостоянии с главным политическим соперником в „синем штате” по вопросу, который является ключевым для его политической повестки дня», что, по словам «Рейтер», позволяет Трампу «рекламировать свою жесткую иммиграционную политику, в то время как утверждая, что Калифорния была бессильна остановить насилие без его вмешательства».

### Сравнение с другими случаями

#### Лос-Анджелесский бунт 1992 года
Учёные охарактеризовали протесты как значительно отличающиеся от беспорядков в Лос-Анджелесе 1992 года и практически не имеющие с ними ничего общего. Многие отмечали, что текущие протесты были в основном мирными, не были направлены против жителей, нанесли сравнительно небольшой ущерб домам и предприятиям и не распространились широко, а ограничились пятикилометровым участком в Даунтауне Лос-Анджелеса.
10 июня Федерация американцев корейского происхождения Лос-Анджелеса осудила твит Дональда Трампа-младшего, в котором он написал «Сделаем корейцев на крышах снова великими!» (англ. Make Rooftop Koreans Great Again!) вместе с фотографией человека на крыше, отсылая к беспорядкам в Лос-Анджелесе 1992 года, во время которых американские корейцы стреляли в мародёров, атаковавших их магазины. Федерация призвала не использовать эти события в политических целях, кроме как для утверждения о том, что рейды Иммиграционной и таможенной полиции США проводились без соблюдения надлежащей правовой процедуры.
Хёнвон Кан, фотожурналист, сделавший снимок, опубликованный Трампом-младшим, заявил, что его фотография была вырвана из контекста и что он связался с адвокатом, чтобы подать в суд после того, как Трамп-младший не ответил на его просьбу удалить её из своего аккаунта.

#### Захват Капитолия США, 2021 год
Во время общения с журналистами генеральный прокурор штата Флорида Пэм Бонди отвергла помилование участников беспорядков 6 января, заявив, что это создало бы двойной стандарт по сравнению с более агрессивной реакцией администрации Трампа на насилие и протесты в Лос-Анджелесе. Губернатор Калифорнии Гэвин Ньюсом ответил, что Трамп был непоследователен в своих действиях и выступал против беззакония и насилия только тогда, когда это было выгодно ему.

### Использование военной силы
«Нью-Йорк Таймс» описала федерализацию и развертывание национальной гвардии Калифорнии как то, что Трамп «раздвигает границы президентской власти и разжигает критику за то, что он накаляет ситуацию в политических целях», изображая события как «экзистенциальную угрозу стране» и принимая риторику о стране, находящейся в осаде, когда Трамп заявляет, что ему необходимо «освободить Лос-Анджелес» от «нашествия мигрантов». Другие воинственные высказывания включали в себя упоминание протестующих как «мятежников» и «жестоких повстанческих толп», что они угрожают суверенитету США, что ему нужно предотвратить «сожжение Лос-Анджелеса дотла» и что он не допустит, чтобы «американский город был захвачен внешним врагом».
The Economist описал реакцию как едва ли касающуюся восстановления порядка, и заявил, что ее целью было «создать конфронтацию» и разжечь «цикл протестов, насилия и репрессий» в интересах администрации. Politico описал реакцию Трампа. Он был мотивирован попыткой избежать повторения протестов Джорджа Флойда, когда ему посоветовали не использовать вооруженные силы, а также тем, что действовал, полагаясь на мандат избирателей, который способствовал его победе на выборах 2024 года, и послужил предупреждением для других лидеров города и штата.
9 июня Трамп приказал направить в Лос-Анджелес 2000 дополнительных военнослужащих Национальной гвардии и 700 морских пехотинцев, заявив, что ситуация находится «под очень хорошим контролем». Командование вооружённых сил США на севере заявило, что эти силы будут действовать в рамках «Оперативной группы 51», которая относится к военному обозначению сил Лос-Анджелеса.

#### Законность использования Национальной гвардии и военных подразделений
«Нью-Йорк таймс» сообщила, что несколько учёных-юристов назвали юридическое обоснование Трампа для развёртывания Национальной гвардии не санкционированным его цитируемыми статутами, и что вместо этого он, по-видимому, объявлял сомнительные чрезвычайные ситуации, чтобы усилить исполнительную власть. Politico описало заявленное юридическое обоснование Трампа как «неубедительная и даже надуманная основа для такого редкого и драматичного шага», что, по мнению нескольких ученых-юристов, потенциально подпитывает цикл растущих волнений.
Аналитики заявили, что неясно, на основании каких полномочий Трамп направил морских пехотинцев на действительную службу в Лос-Анджелес, а «Ассошиэйтед Пресс» сообщило, что Пентагон «пытается» разработать правила ведения боевых действий для морских пехотинцев, которые будут вооружены своим стандартным табельным оружием. Профессор права Стив Владек поставил под сомнение законность действий, предпринятых министром обороны Питом Хегсетом во время ответных действий, которые, по мнению Владека, превышают ограниченное заявление президента Трампа о защите собственности и персонала.
Газета «Милитари Таймс» сообщила, что развёртывание войск вызвало серьёзные юридические и политические опасения экспертов и бывших чиновников министерства обороны, которые отметили, что официальные приказы о защите федеральной собственности ставят военных перед «неудобной и потенциально опасной задачей», которая «рискует создать впечатление, что подразделения выполняют правоохранительные функции», втягивая это в партийную политику. Далее в нём говорилось, что исполнительный приказ Трампа о размещении военных в городах, где, «вероятно, произойдут протесты», является широким и потенциально позволяет силам действовать в других городах. Бывший генерал-майор Пол Итон описал это развёртывание как пример политизации вооружённых сил и возможную прелюдию к применению Закона о восстании.
Губернатор Калифорнии Гэвин Ньюсом рано утром 9 июня объявил, что его администрация намерена подать в суд на администрацию президента Трампа за развёртывание Национальной гвардии без согласования с его офисом, назвав это «незаконным и аморальным». Генеральный прокурор Калифорнии Роб Бонта в тот же день подал иск в Окружной суд Северного округа Калифорнии, где дело было поручено судье Чарльзу Брейеру, брату бывшего судьи Верховного суда Стивена Брейера. На следующий день Бонта подал срочную просьбу о временном судебном запрете, утверждая, что федерализация Национальной гвардии наносит ущерб суверенитету штата и истощает его ресурсы, а также «обостряет напряжённость и способствует (а не подавляет) гражданским беспорядкам». Судья Брейер отклонил срочную просьбу Бонта и предоставил администрации Трампа дополнительное время для ответа на иск губернатора. Федеральное правительство должно представить свой ответ до 14:00 по восточному времени 11 июня. Брейер написал, что у штата будет возможность представить свои возражения до запланированного слушания в четверг, 12 июня.

## Реакция

### Калифорния

#### Город
Мэр Лос-Анджелеса Карен Басс подвергла критике рейды, заявив, что «как мэр гордого города иммигрантов, которые вносят огромный вклад в развитие нашего города, я глубоко возмущена произошедшим. Такие методы сеют страх в наших сообществах и подрывают основные принципы безопасности в городе». Позднее она добавила: «Мы не допустим этого». 7 июня она заявила, что «насилие и разрушения неприемлемы, и виновные будут привлечены к ответственности», а также отметила, что «каждый имеет право на мирные протесты».

#### Штат
Губернатор Калифорнии Гэвин Ньюсом осудил задержание Дэвида Уэрта. Представители Джимми Гомез, Луз Ривас, Норма Торрес и Лу Корреа посетили центр задержания, где находились задержанные. Гомез утверждал, что у них «не было доступа к еде и воде по расписанию» и «не было доступа к своим лекарствам».
Ньюсом позже раскритиковал решение Дональда Трампа мобилизовать Национальную гвардию Калифорнии, заявив, что оно было «целенаправленно подстрекательским» и что это «только усилит напряженность», хотя он призвал протестующих «никогда не применять насилие» и «высказываться мирно». Согласно New York Times, калифорнийские демократы в частном порядке выразили обеспокоенность тем, что Трамп национализирует национальную гвардию штата, но признали, что их юридические возможности будут ограничены. Газета Financial Times написала, что приказ о развертывании национальной гвардии «усилит напряженность между администрацией Трампа и Калифорнией».
Сенаторы Адам Шифф и Алекс Падилья осудили мобилизацию Национальной гвардии в Лос-Анджелесе. Падилья назвал мобилизацию «совершенно неуместной и ошибочной миссией», в то время как Шифф охарактеризовал ее как «беспрецедентную» и заявил, что акция «направлена на разжигание напряженности, посев хаоса и эскалацию ситуации».
10 июня 2025 года в 18:30 по Гринвичу Ньюсом выступил в прайм-тайм с обращением к Калифорнии и всей стране, в котором раскритиковал Трампа за отправку Национальной гвардии и морских пехотинцев в Лос-Анджелес и наступление на демократию.

### Федеральная
Администрация Трампа призвала демократов осудить протесты и обвинила «левых» в их подстрекательстве; Министерство внутренней безопасности обвинило Карен Басс и Гэвина Ньюсома в разжигании предполагаемого насилия. Президент Дональд Трамп высоко оценил действия Национальной гвардии. Министр внутренней безопасности Кристи Ноэм предупредила, что участники протестов будут привлечены к ответственности. Директор Федерального бюро расследований Каш Патель отреагировал на пост Басс в социальной сети X, пообещав «не допустить этого» и заявив: «Мы сделаем это». Тодд Лайонс, исполняющий обязанности директора Иммиграционной и таможенной полиции, раскритиковал Департамент полиции Лос-Анджелеса за якобы двухчасовое бездействие в ответ на протесты. Дэн Бонгино, заместитель директора Федерального бюро расследований, заявил, что бюро проведёт расследование протестов.
Стивен Миллер, заместитель начальника штаба по политике в Белом доме и советник президента по внутренней безопасности, заявил в эфире Fox: «Депортируйте захватчиков или сдавайтесь восстанию». Миллер добавил, что, если протесты продолжатся, Соединенные Штаты прекратят свое существование.
Сенатор от штата Вермонт Берни Сандерс осудил администрацию Трампа за «быстрое» продвижение США в царство «авторитаризма», а другие призвали к мирным протестам и воздержанию от насилия.
Партия за социализм и освобождения (PSL) и отделение Демократических социалистов Америки в Лос-Анджелесе объявили о поддержке участников протестов. PSL организовала и провела акции протеста 8 июня, а DSA призвала к протестам 9 и 10 июня.

### Международная
Правительства и консульства Китая, Индонезии, Японии и Соединённого Королевства выпустили рекомендации для своих граждан в Лос-Анджелесе, касающиеся протестов.

### Комментарии
1. ↑  Правительство штата Калифорния находится в состоянии постоянной политической вражды с администрацией Трампа.